# Manon Brunet
Manon Brunet (født 7. februar 1996) er en fransk fægter, der konkurrerer i sabel.
Hun repræsenterede Frankrig ved sommer-OL 2016 i Rio de Janeiro, hvor hun sluttede på en 4. plads.
Ved sommer-OL 2020 i Tokyo, som blev afholdt i 2021, vandt hun bronze i den individuelle konkurrence. Hun vandt senere sølv i holdkonkurrencen.
Ved sommer-OL 2024 i Paris vandt hun guld i den individuelle konkurrence.